# Per-Arne Nilsen
Per-Arne Dalene Nilsen (Mandal, 30 de marzo de 1961) es un deportista noruego que compitió en vela en las clases Laser y Tornado.
Ganó una medalla de plata en el Campeonato Mundial de Laser de 1983 y dos medallas en el Campeonato Europeo de Laser, oro en 1980 y bronce en 1979. También obtuvo una medalla de plata en el Campeonato Europeo de Tornado de 1986.
Participó en tres Juegos Olímpicos de Verano, entre los años 1984 y 1992, ocupando el sexto lugar en Seúl 1988, en la clase Tornado.

## Palmarés internacional
| Campeonato Mundial | Campeonato Mundial        | Campeonato Mundial | Campeonato Mundial |
| Año                | Lugar                     | Medalla            | Clase              |
| ------------------ | ------------------------- | ------------------ | ------------------ |
| 1983               | Gulfport (Estados Unidos) | Medalla de plata   | Laser              |
| Campeonato Europeo |                           |                    |                    |
| Año                | Lugar                     | Medalla            | Clase              |
| 1979               | Bangor (Reino Unido)      | Medalla de bronce  | Laser              |
| 1980               | Lemvig (Dinamarca)        | Medalla de oro     | Laser              |

| Campeonato Europeo | Campeonato Europeo | Campeonato Europeo | Campeonato Europeo |
| Año                | Lugar              | Medalla            | Clase              |
| ------------------ | ------------------ | ------------------ | ------------------ |
| 1986               | Travemünde (RFA)   | Medalla de plata   | Tornado            |